# José Calderón (calciatore)
José De Jesus Calderón Frias (Panama, 14 agosto 1985) è un calciatore panamense, portiere dello Xelajú MC.

## Carriera

### Nazionale
Ha esordito in Nazionale nel 2005.
Viene convocato per la Copa América Centenario del 2016, e poi per i Mondiali 2018.

## Statistiche

### Cronologia presenze e reti in nazionale
| Cronologia completa delle presenze e delle reti in nazionale ― Panama | Cronologia completa delle presenze e delle reti in nazionale ― Panama | Cronologia completa delle presenze e delle reti in nazionale ― Panama | Cronologia completa delle presenze e delle reti in nazionale ― Panama | Cronologia completa delle presenze e delle reti in nazionale ― Panama | Cronologia completa delle presenze e delle reti in nazionale ― Panama | Cronologia completa delle presenze e delle reti in nazionale ― Panama | Cronologia completa delle presenze e delle reti in nazionale ― Panama |
| Data                                                                  | Città                                                                 | In casa                                                               | Risultato                                                             | Ospiti                                                                | Competizione                                                          | Reti                                                                  | Note                                                                  |
| --------------------------------------------------------------------- | --------------------------------------------------------------------- | --------------------------------------------------------------------- | --------------------------------------------------------------------- | --------------------------------------------------------------------- | --------------------------------------------------------------------- | --------------------------------------------------------------------- | --------------------------------------------------------------------- |
| 27-10-2005                                                            | Riffa                                                                 | Bahrein                                                               | 5 – 0                                                                 | Panama                                                                | Amichevole                                                            | -5                                                                    |                                                                       |
| 26-3-2007                                                             | Kingston                                                              | Giamaica                                                              | 1 – 1                                                                 | Panama                                                                | Amichevole                                                            | -1                                                                    |                                                                       |
| 22-8-2007                                                             | Panama                                                                | Panama                                                                | 2 – 1                                                                 | Guatemala                                                             | Amichevole                                                            | -                                                                     | 46’                                                                   |
| 18-3-2009                                                             | Marabella                                                             | Trinidad e Tobago                                                     | 1 – 0                                                                 | Panama                                                                | Amichevole                                                            | -1                                                                    |                                                                       |
| 19-6-2009                                                             | Port-au-Prince                                                        | Haiti                                                                 | 1 – 1                                                                 | Panama                                                                | Amichevole                                                            | -1                                                                    |                                                                       |
| 19-1-2010                                                             | Coquimbo                                                              | Cile                                                                  | 2 – 1                                                                 | Panama                                                                | Amichevole                                                            | -2                                                                    |                                                                       |
| 8-9-2010                                                              | Panama                                                                | Panama                                                                | 3 – 0                                                                 | Trinidad e Tobago                                                     | Amichevole                                                            | -                                                                     |                                                                       |
| 26-10-2010                                                            | Panama                                                                | Panama                                                                | 0 – 3                                                                 | Cuba                                                                  | Amichevole                                                            | -3                                                                    |                                                                       |
| 3-6-2014                                                              | Goiânia                                                               | Brasile                                                               | 4 – 0                                                                 | Panama                                                                | Amichevole                                                            | -1                                                                    | 58’                                                                   |
| 15-11-2014                                                            | San Salvador                                                          | El Salvador                                                           | 1 – 3                                                                 | Panama                                                                | Amichevole                                                            | -1                                                                    |                                                                       |
| 19-11-2014                                                            | Panama                                                                | Panama                                                                | 0 – 0                                                                 | Canada                                                                | Amichevole                                                            | -                                                                     |                                                                       |
| 4-9-2015                                                              | Panama                                                                | Panama                                                                | 0 – 1                                                                 | Uruguay                                                               | Amichevole                                                            | -1                                                                    |                                                                       |
| 8-9-2015                                                              | Mérida                                                                | Venezuela                                                             | 1 – 1                                                                 | Panama                                                                | Amichevole                                                            | -                                                                     | 90+6’                                                                 |
| 14-10-2015                                                            | Toluca                                                                | Messico                                                               | 1 – 0                                                                 | Panama                                                                | Amichevole                                                            | -                                                                     | 46’                                                                   |
| 14-11-2015                                                            | Kingston                                                              | Giamaica                                                              | 0 – 2                                                                 | Panama                                                                | Qual. Mondiali 2018                                                   | -                                                                     |                                                                       |
| 24-5-2016                                                             | Panama                                                                | Panama                                                                | 0 – 0                                                                 | Venezuela                                                             | Amichevole                                                            | -                                                                     | 46’                                                                   |
| 8-9-2016                                                              | San José                                                              | Costa Rica                                                            | 3 – 1                                                                 | Panama                                                                | Qual. Mondiali 2018                                                   | -3                                                                    |                                                                       |
| 12-10-2016                                                            | Bridgeview                                                            | Messico                                                               | 1 – 0                                                                 | Panama                                                                | Amichevole                                                            | -1                                                                    |                                                                       |
| 13-1-2017                                                             | Panama                                                                | Panama                                                                | 0 – 0                                                                 | Belize                                                                | Coppa centroamericana 2017                                            | -                                                                     |                                                                       |
| 15-1-2017                                                             | Panama                                                                | Panama                                                                | 2 – 1                                                                 | Nicaragua                                                             | Coppa centroamericana 2017                                            | -1                                                                    |                                                                       |
| 17-1-2017                                                             | Panama                                                                | Panama                                                                | 0 – 1                                                                 | Honduras                                                              | Coppa centroamericana 2017                                            | -1                                                                    |                                                                       |
| 21-1-2017                                                             | Panama                                                                | Panama                                                                | 1 – 0                                                                 | El Salvador                                                           | Coppa centroamericana 2017                                            | -                                                                     |                                                                       |
| 23-1-2017                                                             | Panama                                                                | Panama                                                                | 1 – 0                                                                 | Costa Rica                                                            | Coppa centroamericana 2017                                            | -                                                                     | cap.                                                                  |
| 8-7-2017                                                              | Nashville                                                             | Stati Uniti                                                           | 1 – 1                                                                 | Panama                                                                | Gold Cup 2017 - 1º turno                                              | -1                                                                    |                                                                       |
| 13-7-2017                                                             | Tampa                                                                 | Panama                                                                | 2 – 1                                                                 | Nicaragua                                                             | Gold Cup 2017 - 1º turno                                              | -1                                                                    |                                                                       |
| 15-7-2017                                                             | Cleveland                                                             | Panama                                                                | 3 – 0                                                                 | Martinica                                                             | Gold Cup 2017 - 1º turno                                              | -                                                                     |                                                                       |
| 20-7-2017                                                             | Filadelfia                                                            | Costa Rica                                                            | 1 – 0                                                                 | Panama                                                                | Gold Cup 2017 - Quarti di finale                                      | -1                                                                    |                                                                       |
| 2-9-2017                                                              | Città del Messico                                                     | Messico                                                               | 1 – 0                                                                 | Panama                                                                | Qual. Mondiali 2018                                                   | -1                                                                    |                                                                       |
| 6-9-2017                                                              | Panama                                                                | Panama                                                                | 3 – 0                                                                 | Trinidad e Tobago                                                     | Qual. Mondiali 2018                                                   | -                                                                     |                                                                       |
| 9-11-2017                                                             | Graz                                                                  | Iran                                                                  | 2 – 1                                                                 | Panama                                                                | Amichevole                                                            | -2                                                                    |                                                                       |
| 18-4-2008                                                             | Couva                                                                 | Trinidad e Tobago                                                     | 1 – 0                                                                 | Panama                                                                | Amichevole                                                            | -1                                                                    | cap.                                                                  |
| 30-5-2018                                                             | Panama                                                                | Panama                                                                | 0 – 0                                                                 | Irlanda del Nord                                                      | Amichevole                                                            | -                                                                     |                                                                       |
| 12-10-2018                                                            | Niigata                                                               | Giappone                                                              | 3 – 0                                                                 | Panama                                                                | Amichevole                                                            | -3                                                                    |                                                                       |
| 16-11-2018                                                            | Tegucigalpa                                                           | Honduras                                                              | 1 – 0                                                                 | Panama                                                                | Amichevole                                                            | -1                                                                    |                                                                       |
| 4-6-2019                                                              | Bogotà                                                                | Colombia                                                              | 3 – 0                                                                 | Panama                                                                | Amichevole                                                            | -3                                                                    |                                                                       |
| 26-6-2019                                                             | Kansas City                                                           | Panama                                                                | 0 – 1                                                                 | Stati Uniti                                                           | Gold Cup 2019 - 1º turno                                              | -1                                                                    |                                                                       |
| 5-9-2019                                                              | Devonshire                                                            | Bermuda                                                               | 1 – 4                                                                 | Panama                                                                | CONCACAF Nations League 2019-2020 - 2º turno                          | -1                                                                    |                                                                       |
| 8-9-2019                                                              | Panama                                                                | Panama                                                                | 0 – 2                                                                 | Bermuda                                                               | CONCACAF Nations League 2019-2020 - 2º turno                          | -2                                                                    |                                                                       |
| 16-11-2019                                                            | Panama                                                                | Panama                                                                | 0 – 3                                                                 | Messico                                                               | CONCACAF Nations League 2019-2020 - 2º turno                          | -3                                                                    |                                                                       |
| 4-3-2020                                                              | Città del Guatemala                                                   | Guatemala                                                             | 0 – 2                                                                 | Panama                                                                | Amichevole                                                            | -                                                                     |                                                                       |
| 10-10-2020                                                            | San José                                                              | Costa Rica                                                            | 0 – 1                                                                 | Panama                                                                | Amichevole                                                            | -                                                                     |                                                                       |
| 5-6-2021                                                              | Panama                                                                | Anguilla                                                              | 0 – 13                                                                | Panama                                                                | Qual. Mondiali 2022                                                   | -                                                                     |                                                                       |
| 30-6-2021                                                             | Nashville                                                             | Messico                                                               | 3 – 0                                                                 | Panama                                                                | Amichevole                                                            | -3                                                                    |                                                                       |
| 20-7-2021                                                             | Orlando                                                               | Panama                                                                | 3 – 1                                                                 | Grenada                                                               | Gold Cup 2021 - 1º turno                                              | -1                                                                    |                                                                       |
| Totale                                                                |                                                                       | Presenze                                                              | 44                                                                    |                                                                       | Reti                                                                  | -47                                                                   |                                                                       |